# Liophis longiventris
Liophis longiventris är en ormart som beskrevs av Amaral 1925. Liophis longiventris ingår i släktet Liophis och familjen snokar. Inga underarter finns listade i Catalogue of Life.
Liophis longiventris beskrevs med hjälp av exemplar från delstaterna Rondônia och Mato Grosso i Brasilien samt från norra Argentina. Liophis longiventris listas inte som art av The Reptile Database. Populationen infogas där istället som synonym i Erythrolamprus breviceps.